# Nørre Aaby Kommune
| Strukturdaten       | Strukturdaten      |
| ------------------- | ------------------ |
| Sitz der Verwaltung | Nørre Aaby         |
| Fläche              | 64,89 km²          |
| Einwohner           | 5.626 (2006)       |
| Kommune seit 2007   | Middelfart Kommune |

Nørre Aaby Kommune war bis Dezember 2006 eine dänische Kommune im damaligen Fyns Amt im Nordwesten der Insel Fünen. Seit Januar 2007 ist sie zusammen mit der “alten” Middelfart Kommune und der Ejby Kommune Teil der neuen Middelfart Kommune.
Nørre Aaby Kommune entstand im Zuge der dänischen Verwaltungsreform von 1970 und umfasste folgende Sogn:
- Nørre Aaby Sogn (Landgemeinde Nørre Aaby)
- Asperup Sogn und Rorslev Sogn (Landgemeinde Asperup-Rorslev)
- Føns Sogn (Landgemeinde Føns)
- Udby Sogn (Landgemeinde Udby)